# 萨克森地区利希滕施泰因
萨克森地区利希滕施泰因（德語：Lichtenstein/Sachsen），通称利希滕施泰因，是德国萨克森州的市镇，隶属于茨维考县。总面积为15.47平方千米，截至2023年12月31日总人口为10,853人。